# Toyomarto
Toyomarto is een bestuurslaag in het regentschap Malang van de provincie Oost-Java, Indonesië. Toyomarto telt 11.177 inwoners (volkstelling 2010).